# 심애
심애(深愛)는 미즈키 나나의 19집 싱글이다. 2009년 1월 21일에 출시되었다.